# Ladislav Bátora
Ladislav Bátora (* 17. března 1952, Praha-Libeň) je český manažer, úředník a politický publicista a aktivista. Působil v několika politických stranách, v roce 2006 kandidoval za nacionalistickou Národní stranu ve volbách do poslanecké sněmovny. V letech 2010–2011 byl předsedou konzervativní euroskeptické Akce D.O.S.T., od dubna do konce roku 2011 byl nejprve ekonomickým poradcem, posléze ředitelem personálního úseku a nakonec zástupcem ředitele kabinetu ministra školství Josefa Dobeše.

## Rodina a mládí
Mládí prožil Bátora v Josefově, v sousední Jaroměři absolvoval v letech 1967–70 gymnázium. Je rozvedený, má syna Alexandra. Je z části maďarského původu, k čemuž se i sám hlásí.

## Vzdělání

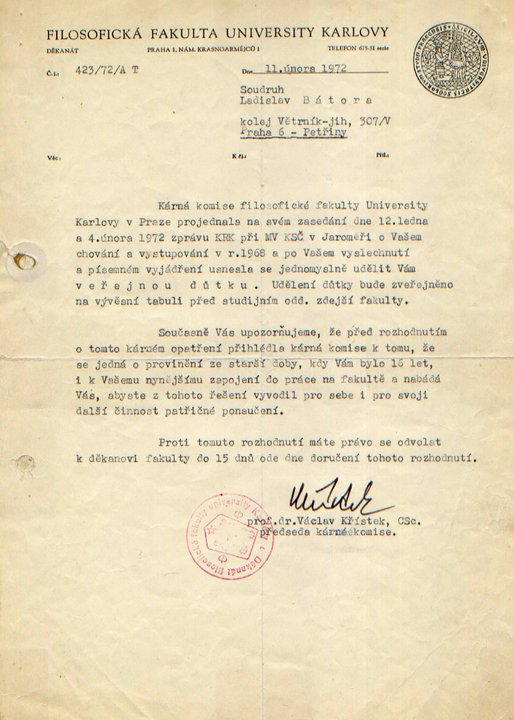
Důtka FF UK Ladislavu Bátorovi za chování během roku 1968

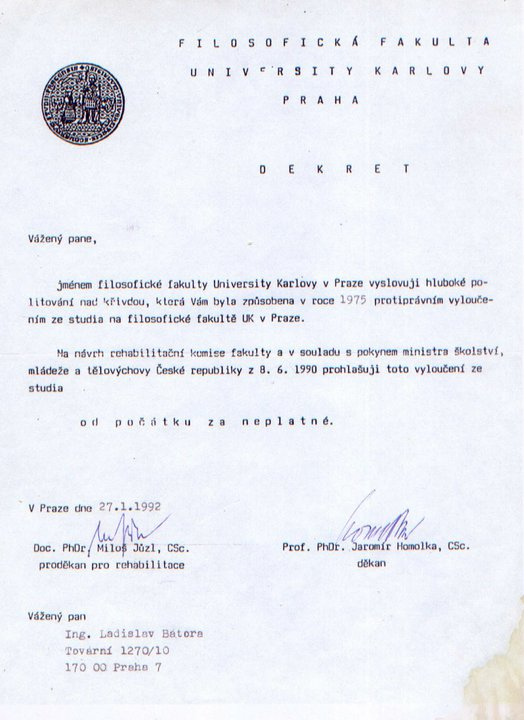
Rehabilitační dekret, kterým se vyloučení Bátory z FF UK v roce 1975 z politických důvodů prohlašuje za od počátku neplatné

Mgr. Ing. Ladislav Bátora, Ph.D., v letech 1970–75 studoval na Filosofické fakultě Univerzity Karlovy (FF UK) oborovou kombinaci Anglistika a Kulturní dějiny Dálného východu, posléze na Obchodní fakultě Vysoké škole ekonomické (VŠE) obor Ekonomika zahraničního obchodu a pak ještě na Právnické fakultě UK obor Právo a právní věda. Doktorát (Ph.D.) získal na Fakultě mezinárodních vztahů VŠE v oboru Mezinárodní politické vztahy. V roce 1972 mu FF UK v kárném řízení udělila veřejnou důtku za jeho veřejné vystupování v Jaroměři v prvních letech po sovětské okupaci a v červnu 1975 byl z politických důvodů z FF UK vyloučen vůbec. V roce 1992 vyhodnotila rehabilitační komise FF UK jeho vyloučení jako protizákonné a od počátku neplatné.

## Zaměstnání
Bátora ve vlastním životopise uveřejněném na EUportálu uvádí, že pracoval v těchto zaměstnáních: Referent Škodaexportu (1978–1981), České energetické závody (1981–1992, začínal jako strojník buldozeru a následně v ČEZ vystřídal řadu povolání (směnový mistr zauhlování a odstruskování, vedoucí hospodářské správy a vedoucí odboru služeb v Malešické teplárně, od ledna 1988 ředitel Závodu služeb v Teplárenských závodech Praha a po státním převratu jako personální náměstek generálního ředitele Středočeských energetických závodů), generální ředitel GMA 91 (1992–1993, nyní v likvidaci), generální ředitel nakladatelství Artia (1993–1994, nyní v likvidaci), náměstek ředitele obchodního úseku ČKD Holding Praha (1994–1995), ředitel společnosti Synergon (1995–1999), zástupce ředitelky Vyšší odborné školy publicistiky zřízené pražským arcibiskupstvím (1999–2002), generální ředitel společnosti provozující hotely Junior centrum (2004–2006, správce majetku bývalého SSM, nyní v likvidaci), vedoucí ve firmě Hypo-consult (2006–2007, nyní v likvidaci), předseda představenstva státního Škodaexportu (2007–2008, nyní PA export v konkurzu).
V roce 2011 se stal ekonomickým poradcem ministra školství Josefa Dobeše a později ředitelem personálního odboru a v závěru zástupcem ředitele kabinetu ministerstva školství.
Ladislav Bátora prošel celkem třikrát prověrkou Národního bezpečnostního úřadu a získal „Osvědčení pro fyzické osoby“ pro stupeň „Přísně tajné“ v roce 2004 a v roce 2008 pro stupeň „NATO Secret“. NBÚ na jaře 2011 potvrdil po mimořádném prověření platnost této prověrky.

## Politická činnost

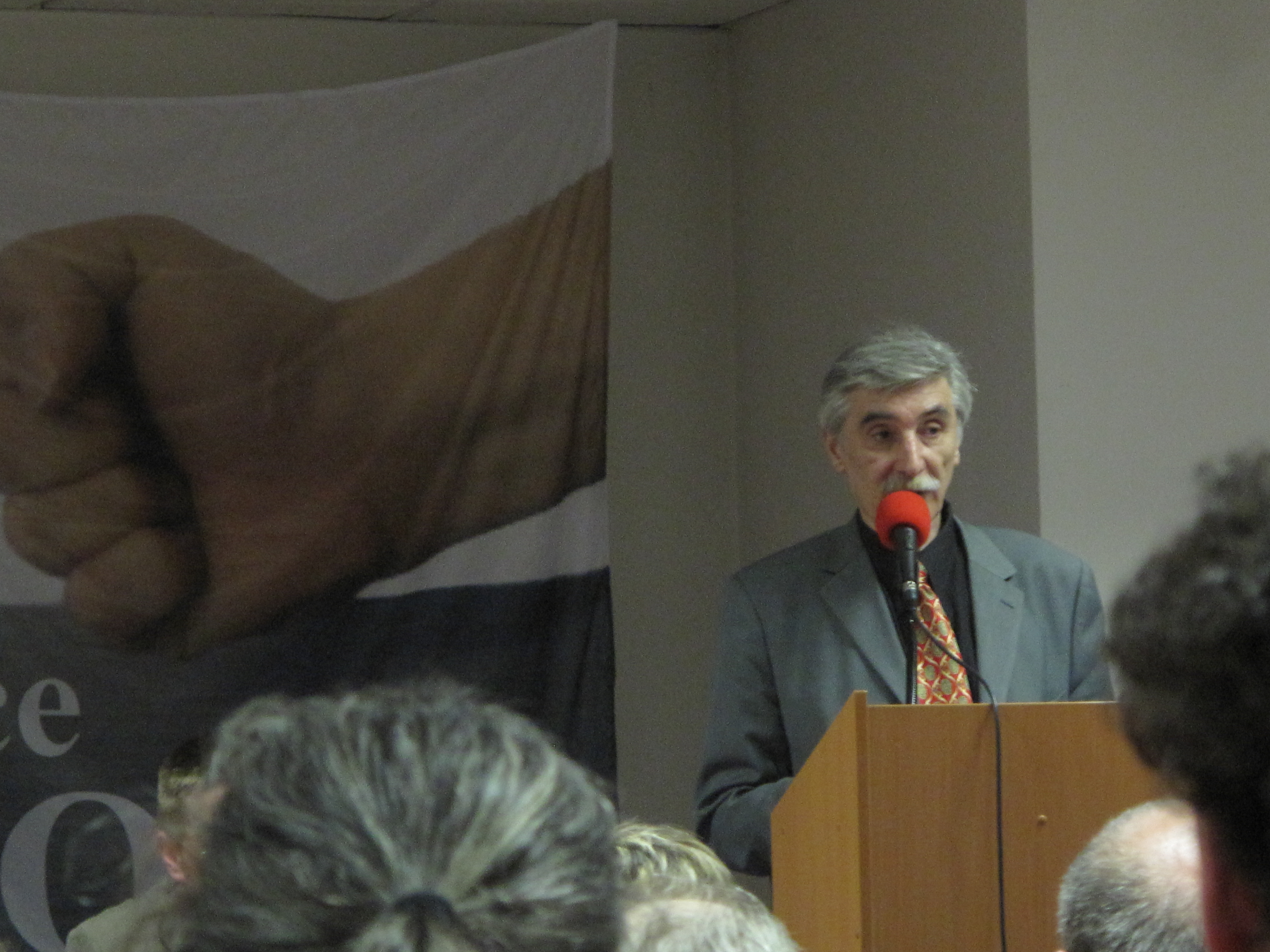
Ladislav Bátora, Hovory na pravici

Bátora působil v následujících politických stranách a uskupeních:
- Československá strana socialistická 1983–1990 – člen
- Národně sociální strana 1990–1993 – člen
- Občanská demokratická aliance 1993–2001 – člen
- Národní strana 2006 – nebyl členem, ale kandidoval na prvním místě krajské kandidátky ve volbách do Poslanecké sněmovny[22][23]
- Strana svobodných občanů 2009–2010 – člen
- Suverenita - blok Jany Bobošíkové, strana zdravého rozumu 2010 – nebyl členem, ale ve volbách kandidoval do Senátu[24]

Celkem třikrát neúspěšně kandidoval do dolní komory českého parlamentu: v roce 1990 (tehdy ještě do České národní rady) na 4. místě kandidátky Československé strany socialistické, v roce 1996 na 9. místě kandidátky Občanské demokratické aliance a v roce 2006 jako nezávislý kandidát na 1. místě kandidátky Národní strany za kraj Vysočina. Do horní komory kandidoval jednou, a to za Suverenitu – Blok Jany Bobošíkové, opět neúspěšně.

## Veřejná činnost a kontroverze
Ladislav Bátora se označoval za českého vlastence, který je proti Evropské unii, Lisabonské smlouvě, multikulturalismu nebo feminismu, v čemž se shoduje s exprezidentem Klausem. Ve své aktivistické činnosti vystupoval proti členství České republiky v Evropské unii.
V květnu 2007 poslal do redakce Lidových novin dopis, ve kterém se postavil za prezidenta Klause v jeho odporu proti postavení Kaplického blobu jako novostavby Národní knihovny. Podle Bátory by stavba působila „jako do očí bijící výsměch našemu národu a tisícileté svébytnosti jeho kultury“.
Byl předsedou občanského sdružení Akce D.O.S.T. Např. 22. října 2010 vedl demonstraci u příležitosti autogramiády nové knihy Jiřího Peheho Klaus: portrét politika ve dvaceti obrazech, během které autora označil za „zemského škůdce“ a „vlastizrádce“. Podle oficiálního vyjádření iniciativy to bylo z důvodu autorova „léta trvajícího protistátního a protinárodního mudrování“. 17. června 2009 se účastnil demonstrace na podporu prezidenta Václava Klause, na které nesl dva transparenty, přičemž na jednom stálo: „Intelektuálové, jděte už do hajzlu“ a na druhém "Dazangal: Hetý sach 2011! Oruma?"
V prosinci 2010 do časopisu Národní myšlenka, který podle politologa a odborníka na extremismus Miroslava Mareše propagoval soudobý italský neofašismus, napsal úvodník, který byl nazván „O kvazisanitárních hyenách“, a který se zabýval českými novináři. Kromě toho se neměl jen účastnit ultrapravicových akcí, ale i na nich přednášet.
Český helsinský výbor vyzval v květnu 2011 k propuštění Bátory z pozice ekonomického poradce ministra školství, protože jej považuje za „prokazatelně svázaného s českou ultrapravicí, otevřeně se hlásící k ideám netolerance, xenofobie.“
Na prosincové schůzi výboru v r. 2011 resignoval na dosavadní předsednictví i členství ve výboru Akce D.O.S.T. z toho důvodu, že dle svých vlastních slov ve svých šedesáti letech nemá sílu dál čelit všemožným nařčením a pomluvám – bátoriádě – kterou proti němu na začátku roku 2011 rozpoutal ministr Miroslav Kalousek za pomoci médií.

### Spojování s antisemitismem, rasismem, fašismem a neonacismem
V roce 2005 se spolu s několika osobami, spojovanými s ultrapravicí, zúčastnil neveřejné přednášky o českém antisemitismu, pořádané ultranacionalistickou Vlasteneckou frontou. Přednášel zde Mgr. Petr Kalinovský, který byl později trestně stíhán pro hanobení rasy a národa či pálení izraelské vlajky před budovou Rádia Svobodná Evropa.
Na přednáškách Vlastenecké fronty Bátora podle vlastních slov i sám přednášel a jeho přednášky navštívili lidé jako Patrik Vondrák z Dělnické strany (zatčený policií při zátahu na neonacisty po žhářském útoku ve Vítkově) nebo Erik Sedláček, nahlašovatel pochodu židovským městem na výročí křišťálové noci. Podle místopředsedy Akce D.O.S.T. Petra Bahníka na přednáškách Vlastenecké fronty vystupovali i profesoři Galandauer či Nakonečný z Univerzity Karlovy nebo Dr. Tomeš z Masarykova ústavu.
Ve své mnohasetstránkové práci „Česká revue“ Bátora mj. v krátkém komentáři označil za skvělé dílo knihu Zkáza Slovanů od Rudolfa Vrby, který byl jedním z nejvýraznějších českých antisemitů 90. let 19. století. Prvorepubliková Zkáza Slovanů je plná antisemitských narážek, pomluv a hanobení židovského národa. Místopředseda Akce D.O.S.T. Petr Bahník v otevřeném dopise premiérovi na obranu Bátory uvedl, že Vrbova kniha pojednává mimo jiné velmi otevřeným způsobem o zvěrstvech, kterých se dopouštěli bolševici v Rusku za občanské války. Bátora podle Bahníka sám v komentáři ke knize čtenáře na Vrbův antisemitismus upozornil a s lítostí konstatoval, že je to jediný aspekt, který je z Vrbovy tvorby známý.
Federace židovských obcí ve své zprávě o stavu antisemitismu v ČR za rok 2010 uvedla, že chápe jím vedenou iniciativu D.O.S.T. „jako poměrně nebezpečný fenomén, nejen pro české Židy, ale pro celý demokratický vývoj ČR.“ Bátora takové hodnocení odmítl jako „veřejně šířená zlovolná, nepodložená, ba lživá a vpravdě extremistická tvrzení.“
Mnohé další organizace a sdružení opakovaně tvrdí, že Bátora zastává antisemitské a obecněji rasistické názory, postoje a aktivity. Například představitelé Amnesty International, Českého helsinského výboru, občanského sdružení ROMEA, Rady vlády pro záležitosti romské menšiny a IQ Roma Servis označili Bátoru v otevřeném dopise za člověka, napojeného na lidi z neonacistické scény, kteří popírají židovský holokaust. Svaz osvobozených politických vězňů a pozůstalých ČR napsal v otevřeném dopise Nečasovi, že podle dostupných informací se Bátora hlásí k antisemitismu a fašismu. Počátkem srpna 2011 zveřejnila skupina senátorů pod vedením Marcela Chládka (ČSSD) otevřený dopis premiéru Petru Nečasovi, v kterém žádají odvolání Bátoru z ministerstva školství, protože se pohyboval mezi spolky, které byly sledovány pro svoji aktivní podporu antisemitismu a fašismu bezpečnostními složkami státu. Předseda ČSSD Bohuslav Sobotka kritizoval počátkem září 2011 také prezidenta Václava Klause za to, že se zastává člověka, který se účastní extrémních a antisemitských aktivit.
Bátora bývá také spojován[kým?] s protiromským rasismem. V souvislosti se svým působením jako přísedící v soudním senátu Obvodního soudu pro Prahu 7, byl časopisem Respekt obviněn, že straní bílým v neprospěch Romů. Národní strana, za niž kandidoval roku 2006, propagovala o několik let později dobrovolné vystěhování Romů do Indie a její lídři odmítali na místě někdejšího koncentračního tábora v Letech pomník pro „cikány a jiné asociály“. V roce 2008 byl nafilmován jako účastník demonstrace Národní strany, která byla rozpuštěna kvůli rasistickým urážkám a vyjádření, že „Čechy nejsou pro barevné“. Sám Bátora slova Národní strany o nuceném vystěhování Romů do Indie označil za pouhý „výkřik“, vzápětí ale dodal, že by rozhodně souhlasil s Národní stranou v „obraně národních zájmů“ a také schvaluje poválečné vysídlení Němců z Československa. Proti Bátorovi opakovaně vystupoval romský časopis a web Romea, podle kterého jsou Bátorovy názory fašistické.

### Nesouhlas s označením za extremistu
Ministr školství Josef Dobeš prohlásil, že označovat Bátoru za člověka spojeného s neonacisty pokládá za urážlivé, jelikož nikdy neřekl nic, za co by mohl být stíhán kvůli propagaci rasismu. Podle politologa Miroslava Mareše označovat Bátoru za „fašouna“ nebo dokonce za neonacistu není přesné. Podle Mareše je spíše typem reakčního konzervativce, jenž postrádá revoluční prvek dominantních směrů fašismu a neofašismu. Politolog Zdeněk Zbořil uvádí, že Bátora není fašistou, ale komický staročech a obdivovatel Karla Kramáře. Politolog Alexander Tomský Bátorovi vytkl kandidaturu za Národní stranu jako hloupost pramenící z jeho ambicióznosti a absence vlasteneckých politických subjektů, ale mediální kampaň proti Bátorovi označil za hon na čarodějnice a Bátoru za inteligentního, normálního konzervativce, žádného extremistu. Benjamin Kuras naznačil, že „levicová hysterie“ udělala z Bátory fackovacího panáka.
Ladislav Bátora se vůči označování své osoby za „fašistu“ či „neonacistu“ bránil podáváním trestních oznámení, mj. na poslankyni Vlastu Bohdalovou či publicistu Karla Hvížďalu. Podle vlastního vyjádření se do budoucna chce bránit i občanskoprávními žalobami.

### Působení na ministerstvu školství

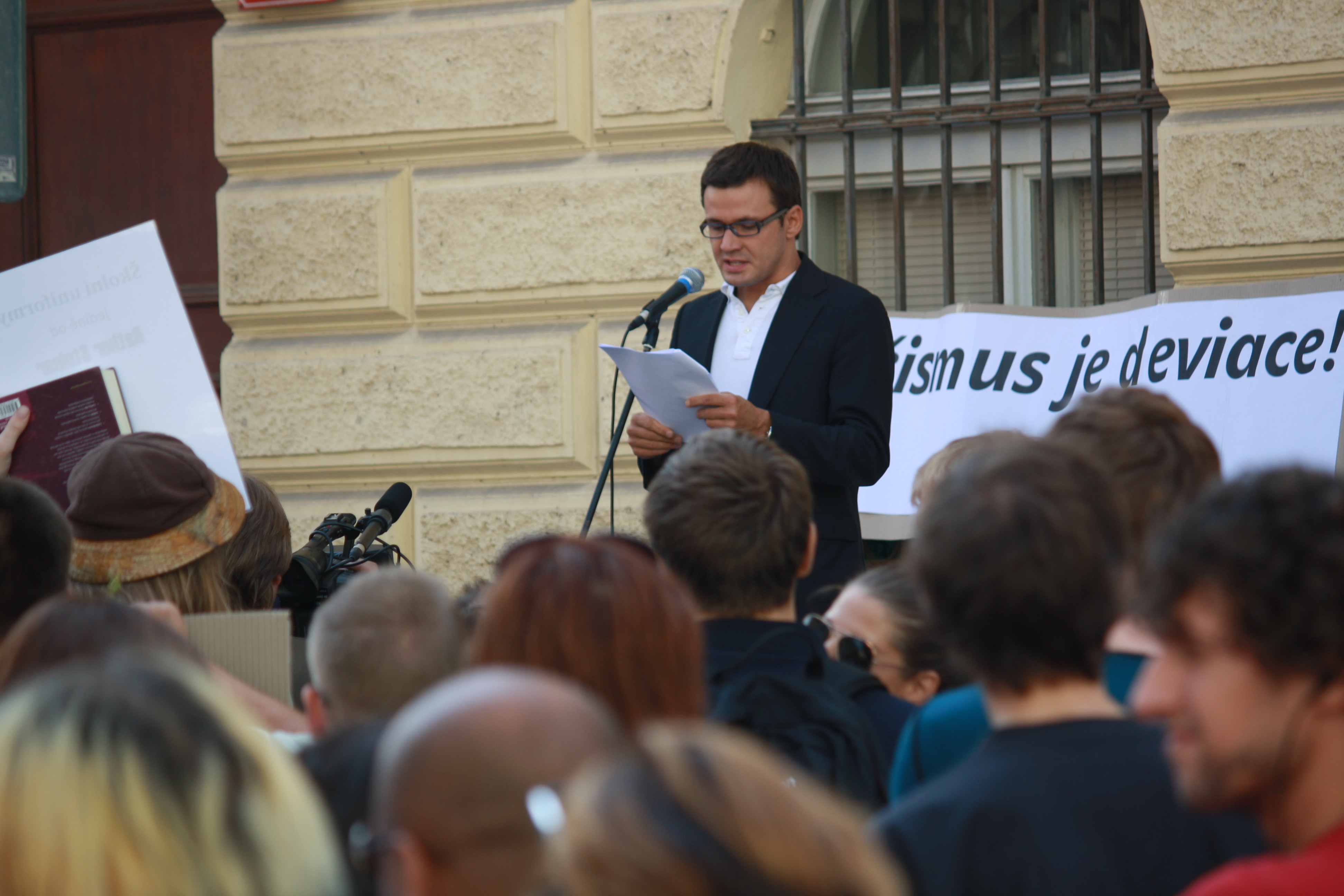
Ondřej Liška na demonstraci proti Bátorovi 1. 9. 2011

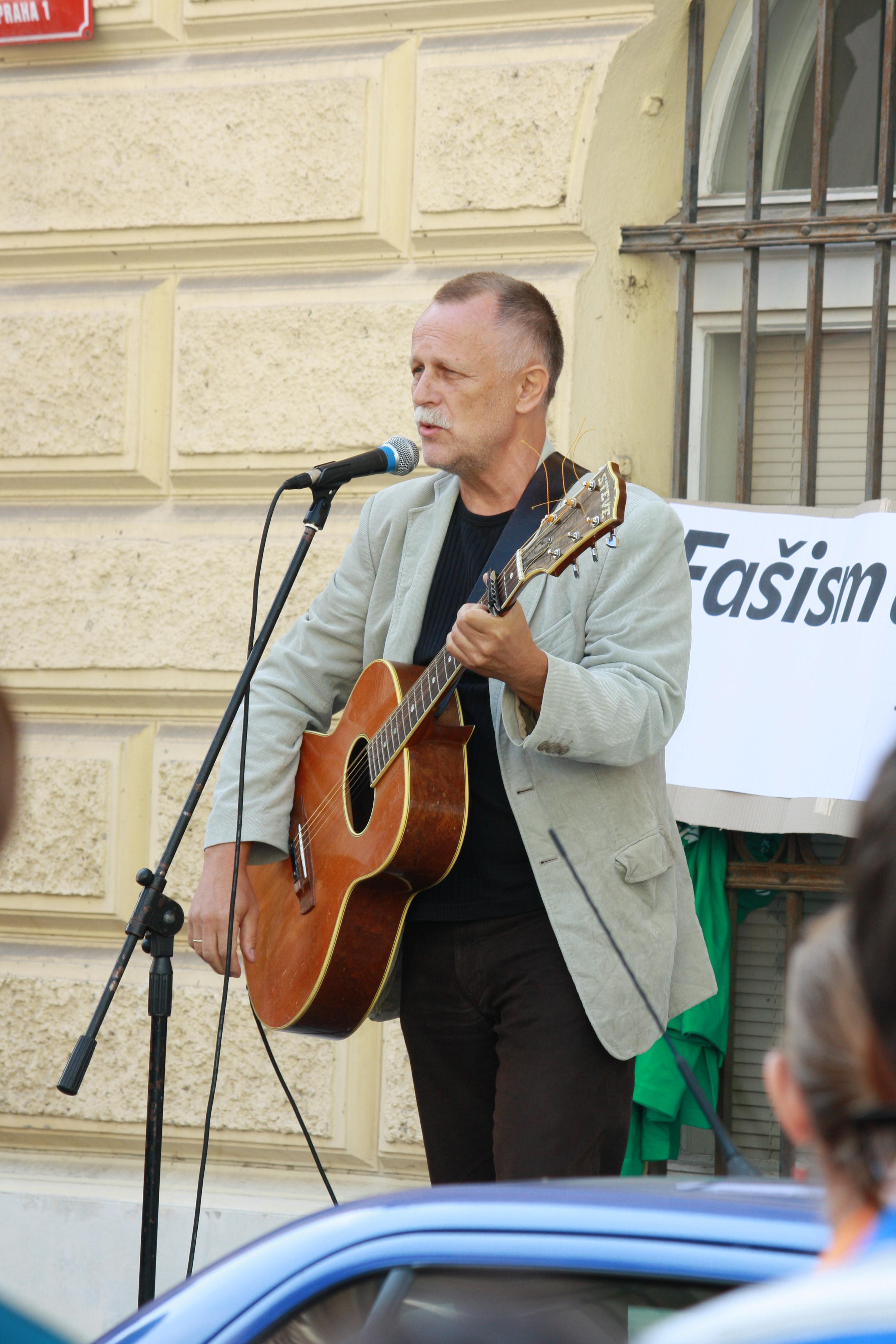
Jiří Dědeček na demonstraci proti Bátorovi 1. 9. 2011

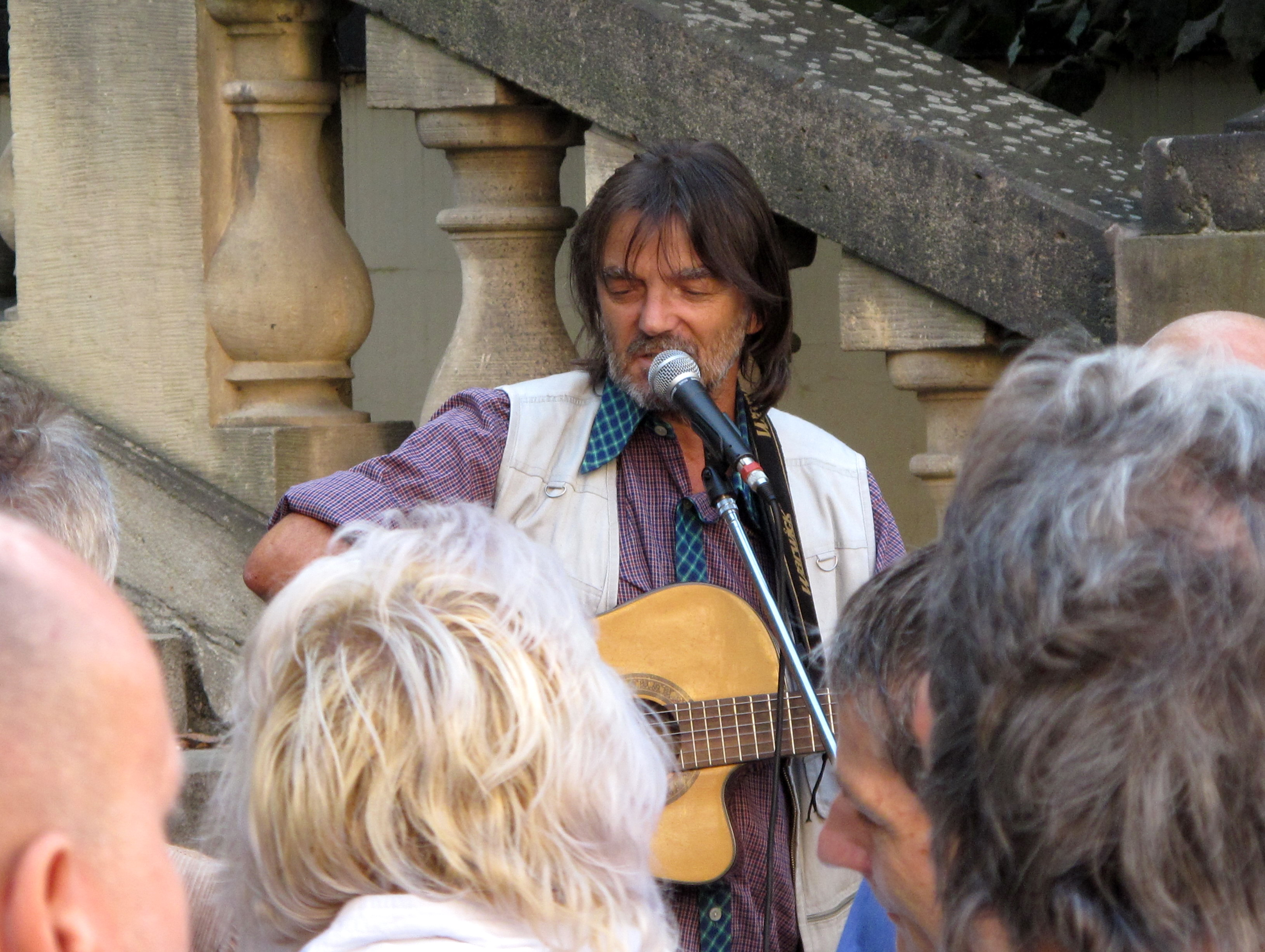
Pepa Nos na akci na podporu Ladislava Bátory

V únoru 2011 se v médiích spekulovalo o jeho možném jmenování prvním náměstkem ministra školství Josefa Dobeše, které měly doporučit osoby z okolí prezidenta republiky Václava Klause. Masmédia poté poukázala na to, že do Poslanecké sněmovny kandidoval za nacionalistickou Národní stranu. Takovouto nabídku ale ministr nepotvrdil a sdělil, že se jednalo jen o spekulace médií. Premiér Petr Nečas pak jeho případnou nominaci s odkazem na předchozí kandidaturu za Národní stranu odmítl schválit a 1. března se opět vyjádřil, že ji nepřijme ani poté, co se Bátory zastal prezident Václav Klaus. Samotný Klaus publikoval článek na Bátorovu obranu, ve kterém odmítl mediální „kauzu Bátora“ jako produkt diktatury politické korektnosti a Bátorovy názory označil za legitimní.
To dále vzbudilo nesouhlas mnohých osobností a organizací. Jmenování Bátory náměstkem či poradcem např. odmítla Vědecká rada Filozofické fakulty Univerzity Karlovy či kolegium děkana Filozofické fakulty Masarykovy univerzity. Bátora se proti nařčením FF UK ohradil v otevřeném dopise. Prof. Karel Rais, rektor Vysokého učení technického v Brně, považoval „za absurdní, že by při projednávání univerzitních problémů na ministerstvu školství musel jednat s pracovníky, kteří prezentují xenofobní názory.“ Publicista Karel Hvížďala vyjádřil názor, že jeho sklony by mohly nebezpečně ovlivnit personální politiku ministerstva, které má na starosti výchovu mladých generací, a proto zde pracovat neměl. Jindřich Šídlo, hlavní analytik Hospodářských novin a České televize, jej označil za „nebezpečnou kreaturu, která ve svých upřímných chvilkách nezapře inspiraci druhou republikou.“
I přes jmenování Bátory pouze ředitelem personálního odboru ministerstva školství, a nikoli přímo náměstkem ministra Dobeše, se nadále objevovaly požadavky na jeho úplný odchod z ministerstva. Tak 3. srpna 2011 představitelé Českého helsinského výboru, Amnesty International a několika romských sdružení vyzvali předsedu vlády a další předsedy stran tvořících vládní koalici, aby Bátora z důvodu jeho údajného rasismu ministerstvo zcela opustil. O den později zaslalo 24 senátorů premiéru Nečasovi otevřený dopis, ve kterém jej vyzvalo ke stejnému kroku z důvodu Bátorovy extremistické minulosti. Šlo o senátory z různých politických stran, např. o iniciátora dopisu Marcela Chládka (ČSSD), předsedu Senátu Milana Štěcha (ČSSD), místopředsedy Alenu Gajdůškovou (ČSSD), Petra Pitharta (KDU-ČSL) a Zdeňka Škromacha (ČSSD), dále Karla Šebka (ODS), Alenu Dernerovou (Severočeši.cz) nebo Martu Bayerovou (KSČM). Kromě toho Bátoru označil poslanec a předseda pražské ODS Boris Šťastný za „kryptofašistu“. Kromě toho Svaz osvobozených politických vězňů a pozůstalých ČR, který vznikl v květnu roku 1945 z bývalých vězňů nacismu poslal v srpnu 2011 Nečasovi otevřený dopis, v kterém protestoval proti setrvávání Bátory na ministerstvu školství. Premiér Nečas ale na tyto požadavky zásadně nereagoval.
Tlak na odvolání Bátory však nadále sílil. Koncem září 2011 poslala Učená společnost ČR otevřený dopis ministrovi Dobešovi, v kterém akademici žádají odvolání Bátory. Další dopis poslala Dobešovi v říjnu skupina středoškolských pedagogů z Plzně, který také žádali odvolání Bátory. Obavu z „jakékoli spolupráce Bátory na výuce vlastenectví“ vyjádřil také stínový ministr školství Chládek (ČSSD).
14. října Bátora ohlásil svůj odchod z ministerstva školství. Podle Dobeše by mu však Bátora mohl nadále dělat poradce.
Tak se také stalo a Bátora i přes svůj oznámený odchod na ministerstvu zůstal ve funkci poradce až do konce roku 2011, kdy vedení ministerstva jeho pozici zrušilo, a on tak odešel s odstupným v údajné výši 250 000 Kč. Na ministerstvu působil celkem 9 měsíců, poslední dva měsíce na zkrácený úvazek.[zdroj?]

### Prague Pride 2011
Počátkem srpna přinesl pražskému primátorovi Bohuslavu Svobodovi otevřený dopis, v kterém se iniciativa D. O. S. T. staví proti Svobodově podpoře pochodu homosexuálů v rámci festivalu Prague Pride 2011. Podobný dopis předal pracovníkům amerického velvyslanectví, které akci podpořilo. Bátora řekl v rozhovoru pro Mladou frontu Dnes, že sexuální orientace souvisí s orientací politickou a že liberalismus více oslovuje „multikulturalisty nebo homosexualisty“. Primátor Svoboda reagoval vyjádřením, že sexuální orientace nijak nesouvisí s politickou orientací a Bátorovy názory přirovnal k nacistické a bolševické propagandě.

### Konflikt s Karlem Schwarzenbergem a vládní krize

#### Průběh
Karel Schwarzenberg na adresu Bátory prohlásil, že se hodí na ministerstvo školství jako „pazdeří k jisté části těla“. Bátora jej v reakci na to označil na svém facebookovém profilu za prskajího starého chudáčka. Schwarzenberg Bátoru posléze srovnal s pedofilem v čele dívčí školy. Ministři za TOP 09 v reakci na Bátorovo vyjádření o Schwarzenbergovi odešli z jednání vlády a ultimativně se dožadovali buď odchodu Bátory z ministerstva školství, nebo rezignaci ministra Dobeše, který jej propustit odmítl.
Počátkem září byl Bátora na nátlak TOP 09 odvolán z pozice ředitele personálního odboru a byl pro něj vytvořen post zástupce ředitele kanceláře ministra školství. Podle ministra financí a místopředsedy TOP 09 Miroslava Kalouska jde o méně nebezpečnou „trafiku“.
V září 2011 se na facebookovém profilu Bátory objevil komentář namířený ostře proti Schwarzenbergovi a Kalouskovi. Bátora i Dobeš se téhož dne od textu distancovali a uvedli, že souvisí s tím, že se Bátorovi někdo naboural do emailové schránky i facebookového profilu. K útoku se později přihlásil hacker vystupující pod přezdívkou Luckyluck.

#### Kritika postupu strany TOP 09
Vítězslav Jandák k věci uvedl, že Bátora má právo říct svůj názor, tak jako to právo má pan Schwarzenberg. Politolog Zdeněk Zbořil k prezentaci kauzy na TV Prima poznamenal, že „Bátora byl prezentován jako buran, který uráží pana ministra zahraničních věcí, ačkoli přece pan MZV nejprve urazil pana Bátoru.“
Vedení ODS a Věci veřejné prohlásili, že osoba Bátory je pro politiky TOP 09 jen záminkou a ve skutečnosti sledují zájmy spjaté s vládním projednáváním reforem a státního rozpočtu. Ve smyslu, že jde jen o záminku se vyjádřila i předsedkyně Suverenity Jana Bobošíková. Podle Jaroslava Foldyny (ČSSD) je kauza Bátora vládními politiky uměle vytvořený pseudoproblém, která má odvádět pozornost veřejnosti od zásadních otázek, zejména toho, jak dle něj vláda ubírá daně nejbohatším, což musí zaplatit ti nejchudší. Předseda KDU-ČSL Pavel Bělobrádek považuje Bátoru za člověka, na kterého je prováděn hon, a který je obětním beránkem a vidí za jednáním TOP 09 obavu Miroslava Kalouska ze vzniku nové národně-konzervativní strany s Václavem Klausem v čele a jeho snahu obrátit veřejné mínění již v zárodku proti této skupině lidí.

### Demonstrace proti Bátorovi a na jeho podporu
Proti Bátorovu setrvání na ministerstvu školství a jeho veřejné podpoře ze strany ministra Dobeše protestovalo 1. září 2011 cca 300 osob. Svolavatel demonstrace – předseda Strany zelených Ondřej Liška označil Dobeše za „nástupce kolaboranta s nacisty Emanuela Moravce“. Obavy ze sílícího extremismu a xenofobie vyjádřil i předseda pražské židovské obce František Bányai. Na stejné demonstraci promluvil také Ivan Odilo Štampach a Dušan Radvanovič z občanské iniciativy ProAlt. Dopisem podpořil demonstraci také představitel Svazu osvobozených politických vězňů a pozůstalých v ČR Oldřich Stránský. Na demonstraci pro podporu Ladislava Bátory konané ve stejný den se sešlo méně účastníků, odhad jejich počtu se pohybuje od zhruba dvaceti (Lidové noviny), třiceti (Český rozhlas), přes několik desítek (České noviny) až po necelou stovku (Parlamentní listy). Na podporu Bátory zpíval písničkář Pepa Nos, na akci jeho odpůrců zase Jiří Dědeček. Bátorovi odpůrci se s jeho zastánci navzájem obviňovali z fašismu.
Čtveřice žen s transparenty protestovala proti Bátorovi a jeho setrvání na českém ministerstvu školství také v Izraeli před jeruzalémským památníkem Jad vašem, který 15. září 2011 navštívil premiér Petr Nečas. Ministra Dobeše, který Nečase doprovázel, to podle jeho slov překvapilo.

## Státní bezpečnost
Bátora byl od 29. června 1978 prověřovanou osobou Státní bezpečnosti pod krycím jménem LÁĎA. O rok později byl svazek zrušen. Od 21. března 1988 byl zaveden do systému evidence zájmových osob StB. Sám Bátora se domnívá, že jeho vleklé (1983–85) trestní stíhání v době komunistického režimu za „veřejné a pohoršlivé hanobení skupiny obyvatelů republiky proto, že jsou stoupenci socialistického společenského a státního zřízení“ podle tehdejšího § 198 tr. zák. bylo formou nátlaku, aby začal s StB spolupracovat.